# مخيم قدورة
مخيَّم قدورة هو مخيم فلسطيني يقع في محافظة رام الله والبيرة، يقع تقريبًا بالقرب من وسط مدينة رام الله في وسط الضفة الغربية، تم تأسيس مخيم قدورة في العام 1948، لكنه غير معترف به من قبل الأونروا.

## السكان
بلغ عدد سكان المخيم حسب الجهاز المركزي للإحصاء الفلسطيني 1.500 نسمة في عام 2016.
من البلدات التي ينحدر منها السكان: الرملة، اللد، يافا، دير طريف، السافرية، بيت نبالا، لفتا، أبو غوش، القباب، سلمة، زكريا، الحديثة؛ ومن نازحي وعمواس، ويالو.